# Ierusalimovo, Haskovo
Ierusalimovo (în bulgară Йерусалимово) este un sat în comuna Liubimeț, regiunea Haskovo,  Bulgaria. 

## Demografie
Componența etnică a satului Ierusalimovo
     Romi (4,27%)
     Bulgari (94,87%)
     Nicio identificare (0,85%)
     Altele (0%)
La recensământul din 2011, populația satului Ierusalimovo era de 117 locuitori. Din punct de vedere etnic, majoritatea locuitorilor (94,87%) erau bulgari, cu o minoritate de romi (4,27%). Pentru 0,85% din locuitori nu este cunoscută apartenența etnică.